# Binnensalzwiese bei Sülten
Binnensalzwiese bei Sülten este o arie protejată (arie specială de conservare — SAC, sit de importanță comunitară — SCI) din Germania întinsă pe o suprafață de 12 ha, integral pe uscat.

## Localizare
Centrul sitului Binnensalzwiese bei Sülten este situat la coordonatele 53°43′42″N 11°44′52″E / 53.7283°N 11.7478°E.

## Înființare
Situl Binnensalzwiese bei Sülten a fost declarat sit de importanță comunitară în aprilie 1998 pentru a proteja 1 specie de animale. Situl a fost protejat și ca arie specială de conservare în iulie 1999.

## Biodiversitate
Situată în ecoregiunea continentală, aria protejată conține 1 habitat natural: Pășuni continentale udate de apa mării.
La baza desemnării sitului se află o specie protejată de  mamifere: vidră de râu (Lutra lutra)